# 布拉索沃农村居民点
布拉索沃农村居民点（俄语：Брасовское сельское поселение）是俄罗斯联邦布良斯克州布拉索沃区所属的一个农村居民点。其下辖有个居民点，行政中心为布拉索沃。据2015年统计，该农村居民点的人口为1471人。